# Festivali I Kenges 46
El Festivali i Këngës 46 fue la preselección albanesa para el Festival de la Canción de Eurovisión 2008, además de la 46ª edición de uno de los más populares festivales de música albaneses. Fue la primera preselección de todas para el Festival de Eurovisión 2008. 
La ganadora fue Olta Boka y el tema Zemrën e lamë peng. El resultado final causó polémica en Albania

## Formato
Se celebraron dos semifinales, el 14 y 15 de diciembre de 2007. En las que se eligieron los 15 finalistas de entre los 30 participantes. Los finalistas fueron revelados el mismo día de la final, el 16 de diciembre donde Olta Boka se llevó la victoria y representó a Albania en el Festival de la Canción de Eurovisión 2008.

### Cambios en el Festivali
En esta edición, por primera vez, las canciones se pudieron oír dos y tres veces. Una en la semifinal y otra en la final las que consiguieron llegar a ella y una última en un medley con varios famosos artistas albaneses como Anjeza Shahini.
Asimismo, la RTSH también lanzó un sitio web del festival, con información acerca de los participantes, el jurado y los participantes albaneses anteriores.

## Jurado
El jurado de esta edición estaba compuesto por:
- Agim Krajka (compositor)
- David Tukiqi (compositor)
- Gjergj Leka (compositor)
- Gjergj Xhuvani (cineasta)
- Rudina Magjistari (presentadora de televisión)
- Baton Haxhia (publicista)
- Alban Skenderi (cantante)

## Participantes
60 canciones fueron enviadas a la RTSH de las cuales solo 30 pasaron a las dos semifinales.

### Artistas

#### Primera Semifinal
Arber Arapi - Mall

Besiana Mehmedi - Di te jetoj

Ani Cuedari dhe Mateus Frroku - Testament dashurie

Juliana Pasha - Nje qiell te ri

Produkt 28 - 30 sekonda

Adela Bezhani - Mos thuaj jo

Sajmir Cili - Ninull per ty

Rovena Dilo - Perjetesisht

Evans Rama - Drita e henes

J.A.Fejzo dhe Alesio - K’te nate te ty

F. Kralani dhe D. Disha - Jeta kerkon dashuri

Eneda Tarifa - E para leter

Teuta Kurti - Qyteti i dashurise

Rosela Gjylbegu - Bote memece

Manjola Saraci - Kjo bote merr fryme nga dashuria

#### Segunda Semifinal
Kozma Dushi - Tatuazh ne kujtese

Devis Xherahu - Endacaku

Blerina Shalari - Zgjohem nga heshtja

Blero - Zemer bosh*

Voltan Prodani - Pse humbe dashurine

Ada Gurra - Vec dashuri

Agim Poshka - Kujt I them te dua

Greta Koci - Naten te kerkove

Olta Boka - Zemren e lame peng

Samanta Karavello - Pse u harrua dashuria

Mariza Ikonomi - Mall i tretur

Vesa Luma - Nje nate per mua

Jonida Maliqi - S’ka fajtor ne dashuri

Mira Konci dhe Redon Makashi - Nen nje qiell

Kthjellu - Dhoma

- El cantante Blero se retiró de la semifinal tras problemas mencionados más abajo.

### Artistas invitados
- Elita 5
- Kripëmjaltëzat
- Neri Per Caso
- Rednex
- Tinka Kurti

### Artistas que cantaron canciones del festival
Estos artistas interpretaron algunos medley de algunas de las canción. En un principio se pensaba que Anjeza Shahini, participante en la edición 44 y primera representante de Albania en el Festival de la Canción de Eurovisión, cantaría uno de los medley. Finalmente no ocurrió.
- Afërdita Zonja
- Arta Babaramo
- Djemtë E Detit
- Emi Bogdo
- Eranda Libohova
- Erti Hizmo
- Florjana Muça
- Françesk Radi
- Irma Libohova
- Klajdi Musabelliu
- Liljana Kondakçi
- Luan Zhegu
- Marsida Saraçi
- Myfarete Laze
- Sherif Merdani
- Sidrit Bejleri
- Tergita Gusta
- Vikena Kamenica

## Festival

### Primera Semifinal
La primera semifinal del festival se celebró el 14 de diciembre de 2007. en el Pallati i Kongrseve, en Tirana. La gala fue presentada por Elsa Lila y Pirro Çako. La gala fue retransmitida por la RTSH en directo para Albania y en Radio Kosova, una radio kosovar. Además, hubo dos webcasts durante toda la gala. Uno de ellos televisado, en la página web albanesa Vitrinat, que no funcionó durante algunos momentos de la gala y otro por radioweb que sí estuvo en funcionamiento. El programa comenzó a las 20:30 CET. Las siguientes canciones tomaron parte en la gala. Los finalistas fueron anunciados el mismo día de la final.
| Puesto de Salida | Artista                         | Canción                          | Finalista |
| ---------------- | ------------------------------- | -------------------------------- | --------- |
| 1                | Arbër Arapi                     | Mall                             | NO        |
| 2                | Besiana Mehmeti                 | Di Të Jetoj                      | NO        |
| 3                | Ani Cuedari & Mateus Frroku     | Testament Dashurie               | NO        |
| 4                | Juliana Pasha                   | Një Qiell Të Ri                  | SÍ        |
| 5                | Produkt 28                      | 30 Sekonda                       | SÍ        |
| 6                | Adela Bezhani                   | Mos Thuaj Jo                     | NO        |
| 7                | Saimir Çili                     | Ninullë Për Ty                   | NO        |
| 8                | Rovena Dilo                     | Rrëfimi                          | NO        |
| 9                | Evans Rama                      | Drita E Hënës                    | NO        |
| 10               | Joe Artid Fejzo                 | K'të Natë Te Ty                  | NO        |
| 11               | Flaka Krelani & Doruntina Disha | Jeta Kërkon Dashuri              | SÍ        |
| 12               | Eneida Tarifa                   | E Para Letër                     | SÍ        |
| 13               | Teuta Kurti                     | Qyteti I Dashurisë               | SÍ        |
| 14               | Rosela Gjylbegu                 | Po Lind Një Yll                  | SÍ        |
| 15               | Manjola Nallbani                | Kjo Botë Merr Frymë Nga Dashuria | SÍ        |

### Segunda Semifinal
La primera semifinal del festival se celebró el 15 de diciembre de 2007. en el Pallati i Kongrseve, en Tirana. La gala fue presentada por Elsa Lila y Pirro Çako. La gala fue retransmitida por la RTSH en directo para Albania y en Radio Kosova, una radio kosovar. Además, hubo dos webcasts durante toda la gala. Uno de ellos televisado, en la página web albanesa Vitrinat, que no funcionó durante algunos momentos de la gala y otro por radioweb que sí estuvo en funcionamiento, como en la anterior gala. El programa comenzó a las 20:30 CET. Las siguientes canciones tomaron parte en la gala. Los finalistas fueron anunciados el mismo día de la final.
| Posición de Salida | Artista                    | Canción                | Finalista |
| ------------------ | -------------------------- | ---------------------- | --------- |
| 1                  | Kozma Dushi                | Tatuazh Në Kujtesë     | SÍ        |
| 2                  | Devis Xherahu              | Endacaku               | SÍ        |
| 3                  | Blerina Shalari            | Zgjohem Nga Heshtja    | NO        |
| 4                  | Voltan Prodani             | Pse Humbe Dashurinë    | NO        |
| 5                  | Ada Gurra                  | Veç Dashuri            | NO        |
| 6                  | Agim Poshka                | Kujt I Them Të Dua     | SÍ        |
| 7                  | Greta Koçi                 | Natën Të Kërkova       | SÍ        |
| 8                  | Olta Boka                  | Zemrën e lamë peng     | SÍ        |
| 9                  | Samanta Karavello          | Pse U Harrua Dashuria  | SÍ        |
| 10                 | Mariza Ikonomi             | Mall I Tretur          | SÍ        |
| 11                 | Vesa Luma                  | Një Natë Për Mua       | NO        |
| 12                 | Jonida Maliqi              | S'ka Fajtor Në Dashuri | SÍ        |
| 13                 | Mira Konçi & Redon Makashi | Nën Një Qiell          | SÍ        |
| 14                 | Kthjellu                   | Dhoma                  | SÍ        |

### Final
La final del Festivali I Kenges 46 se celebró el 16 de diciembre de 2007, en el mismo lugar que las dos semifinales. Un total de 17 canciones participaron, el orden en que actuaron fue revelado el mismo día de la final. El orden de actuación fue el siguiente:
1. Samanta Karavello - Pse u harrua dashuria
2. Produkt 28 - 30 sekonda
3. Eneida Tarifa - E para leter
4. Mariza Ikonomi - Mall i tretur
5. Mira Konci dhe Redon Makashi - Nen nje qiell
6. F. Kralani  & D. Disha - Jeta kerkon dashuri
7. Manjola Nallbani - Kjo bote merr fryme nga dashuria
8. Kthjellu - Dhoma
9. Kozma Dushi - Tatuazh ne kujtese
10. Devis Xherahu - Endacaku
11. Teuta Kurti - Qyteti i dashurise
12. Greta Koci - Naten te kerkove
13. Juliana Pasha - Nje qiell te ri
14. Agim Poshka - Kujt I them te dua
15. Jonida Maliqi - S’ka fajtor ne dashuri
16. Olta Boka - Zemren e lame peng
17. Rosela Gjylbegu - Bote memece

La final comenzó más tarde de los previsto, a las 20:50 CET. Cuando las 17 actuaciones finalizaron, empezaron los medleys de los participantes con cantantes famosos albaneses. En esta ocasión, Anjeza Shahini sí participó. Como en las dos galas anteriores, hubo un webcast en internet, que sí funcionó durante la transmisión y otro por radio. Durante las votaciones, los dos primeros clasificados: Olta Boka y F. Kralani  & D. Disha estuvieron muy unidos empezando con el dúo en cabeza y finalizando con Olta Boka como ganadora y representante final de Albania en el Festival de la Canción de Eurovisión 2008 en Belgrado. 
| Posición de salida | Artista                         | Canción                          | Posición final | Puntos | A. Krajka | Gj. Leka | B. Haxhia | D. Tukiqi | R. Magjistari | Gj. Xhuvani | A. Skënderaj |
| ------------------ | ------------------------------- | -------------------------------- | -------------- | ------ | --------- | -------- | --------- | --------- | ------------- | ----------- | ------------ |
| 1                  | Manjola Nallbani                | Kjo botë merr frymë nga dashuria | 7              | 27     | 3         | 4        | 4         | 7         | 8             | 1           | 0            |
| 2                  | Produkt 28                      | 30 sekonda                       | 15             | 3      | 0         | 0        | 0         | 1         | 1             | 0           | 1            |
| 3                  | Eneida Tarifa                   | E para letër                     | 10             | 11     | 0         | 1        | 0         | 0         | 0             | 7           | 3            |
| 4                  | Mariza Ikonomi                  | Mall i tretur                    | 9              | 20     | 2         | 3        | 0         | 3         | 3             | 3           | 6            |
| 5                  | Greta Koçi                      | Natën të kërkova                 | 5              | 35     | 5         | 5        | 3         | 6         | 4             | 8           | 4            |
| 6                  | Flaka Krelani & Doruntina Disha | Jeta kërkon dashuri              | 2              | 57     | 12        | 12       | 12        | 12        | 9             | 0           | 0            |
| 7                  | Mira Konçi & Redon Makashi      | Nën një qiell                    | 6              | 35     | 6         | 6        | 6         | 9         | 6             | 2           | 0            |
| 8                  | Kthjellu                        | Dhoma                            | 11             | 9      | 0         | 0        | 1         | 0         | 0             | 0           | 8            |
| 9                  | Kozma Dushi                     | Tatuazh në kujtesë               | 16             | 1      | 1         | 0        | 0         | 0         | 0             | 0           | 0            |
| 10                 | Devis Xherahu                   | Endacaku                         | 17             | 0      | 0         | 0        | 0         | 0         | 0             | 0           | 0            |
| 11                 | Teuta Kurti                     | Qyteti i dashurisë               | 14             | 5      | 0         | 0        | 5         | 0         | 0             | 0           | 0            |
| 12                 | Samanta Karavello               | Pse u harrua dashuria            | 8              | 23     | 4         | 2        | 2         | 5         | 0             | 5           | 5            |
| 13                 | Juliana Pasha                   | Një qiell të ri                  | 3              | 54     | 9         | 9        | 9         | 4         | 5             | 9           | 9            |
| 14                 | Agim Poshka                     | Kujt i them të dua               | 12             | 8      | 0         | 0        | 0         | 0         | 2             | 4           | 2            |
| 15                 | Jonida Maliqi                   | S'ka fajtor në dashuri           | 4              | 36     | 0         | 7        | 7         | 2         | 7             | 6           | 7            |
| 16                 | Olta Boka                       | Zemrën e lamë peng               | 1              | 67     | 7         | 8        | 8         | 8         | 12            | 12          | 12           |
| 17                 | Rosela Gjylbegu                 | Po lind një yll                  | 13             | 8      | 8         | 0        | 0         | 0         | 0             | 0           | 0            |

## Resultado en Eurovisión

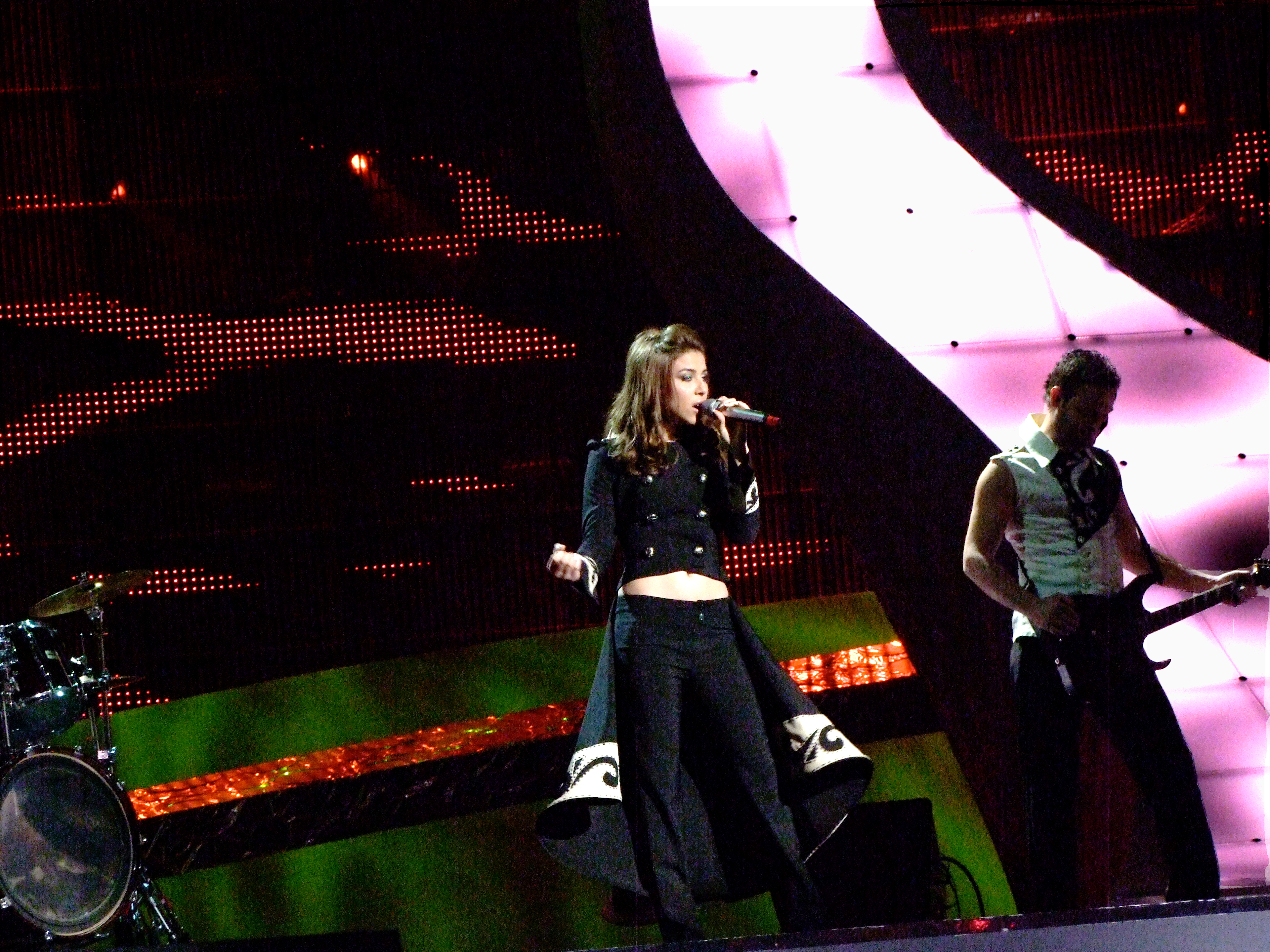
Actuación de Olta Boka en la semifinal de Eurovisión 2008

Tras ganar el Festivali i Kenges, Olta Boka fue la representante albanesa en el Festival de la Canción de Eurovisión 2008, siendo la más joven de la edición con 16 años. Olta participó en la segunda semifinal del festival, el 22 de mayo de 2008 en la posición número 6. Olta logró clasificarse para la final, en el noveno puesto. En la final actuó en el tercer puesto y finalizó en el 17º, empatada a 55 puntos con España.

## Controversias
- El cantante Blero se retiró de la segunda semifinal del festival tras enviar un mensaje al director del evento, Edmond Zhualit en el cual, el artista presionaba al director amenazándole con retirarse del evento si no le aseguraba ganar.[23] Así mismo, otro cantante, Ndersa Alban que fue eliminado por su mala perspectiva hacia unas de las participantes, que después ocuparían el segundo puesto, Flaka Krelani & Doruntina Disha con Jeta Kërkon Dashuri.[23]

- Los resultados finales del festival fueron evaluados debido a la disparidad en los resultados. Olta Boka ganó el certamen con 67 puntos, seguida de F. Kralani & D. Disha con 57 puntos, y Juliana Pasha, con 54 puntos.[24] En un comunicado oficial, RTSH alabó la producción del espectáculo y el profesionalismo de los presentadores, Elsa Lila y Pirro Cako, y el director, Pali Kuke. Aunque también puso de manifiesto su preocupación por la evaluación que el jurado hizo de las canciones. Hace hincapié en la enorme diferencia de puntos entre los votos de los cinco miembros del jurado. La votación de los dos últimos miembros dio un vuelco al resultado final ocasionando una enorme reacción tanto del público como de los medios de comunicación.[6][25] El comuhicado entero puede ser leído en la página oficial de la RTSH en albanés[26]